# Zimbabwe na Letních olympijských hrách 2004
Zimbabwe se účastnila Letní olympiády 2004. Zastupovalo ji 12 sportovců (9 mužů a 3 ženy) v 4 sportech.

## Medailisté
| Medaile | Jméno              | Sport   | Soutěž                    |
| ------- | ------------------ | ------- | ------------------------- |
| Zlato   | Kirsty Coventryová | Plavání | Ženy 200 m znak           |
| Stříbro | Kirsty Coventryová | Plavání | Ženy 100 m znak           |
| Bronz   | Kirsty Coventryová | Plavání | Ženy 200 m polohový závod |